# Tom Sanne
Tom Sanne (* 13. April 2004 in Hamburg) ist ein deutscher Fußballspieler. Der Stürmer steht seit der Saison 2025/26 bei Wacker Burghausen unter Vertrag.

## Karriere

### Im Verein

#### Anfänge
Der gebürtige Hamburger begann 2008 im Stadtteil Niendorf beim Niendorfer TSV mit dem Fußballspielen. Dort wurde er in den ersten Jahren von seinem Vater trainiert. Beim NTSV durchlief Sanne alle Altersklassen bis zur C-Jugend (U15), mit der er zuletzt in der Saison 2018/19 in der erstklassigen C-Junioren-Regionalliga Nord spielte. Zur Saison 2019/20 wechselte der Stürmer in das Nachwuchsleistungszentrum (NLZ) des FC St. Pauli. In seiner ersten Saison gehörte er den B2-Junioren (U16) an und spielte mit ihnen in der zweitklassigen B-Junioren-Regionalliga Nord, ehe die Spielzeit im März 2020 aufgrund der COVID-19-Pandemie abgebrochen wurde. Zur Saison 2020/21 rückte der 16-Jährige zu den B1-Junioren (U17) auf. Nachdem er in der Staffel Nord/Nordost der B-Junioren-Bundesliga in 5 Spielen 7 Tore erzielt hatte, wurde auch diese Spielzeit im November 2020 aufgrund der Corona-Pandemie abgebrochen.
Seine starken Leistungen machten den Hamburger SV auf ihn aufmerksam, der Sanne im Januar 2021 ab Sommer für sein NLZ verpflichtete. Der Stürmer gehörte in der Saison 2021/22, die wieder regulär durchgeführt wurde, den A-Junioren (U19) an. Unter Oliver Kirch war Sanne auf Anhieb einer der wichtigsten Spieler des Teams. Er kam in der A-Junioren-Bundesliga Nord/Nordost in 17 von 18 Spielen zum Einsatz und wurde mit 14 Toren Torschützenkönig, womit er einen erheblichen Anteil am Klassenerhalt hatte. Aufgrund seiner guten Leistungen absolvierte der A-Junior ab März 2022 für die zweite Mannschaft in der viertklassigen Regionalliga Nord seine ersten 5 Kurzeinsätze im Herrenbereich.

#### Erste Profierfahrung beim HSV
Während der Sommervorbereitung 2022 trainierte der 18-Jährige zum Teil mit der zweiten Mannschaft. Mit dem Beginn des Spielbetriebs spielte er wieder hauptsächlich in der U19, kam daneben aber auch vereinzelt wieder zu Kurzeinsätzen in der zweiten Mannschaft. In der Länderspielpause im September 2022 beorderte ihn Tim Walter für das Testspiel gegen den dänischen Erstligisten FC Nordsjælland in die Profimannschaft; beim 2:2-Unentschieden wurde Sanne im Laufe der zweiten Halbzeit eingewechselt und erzielte den 1:2-Anschlusstreffer. Am 23. Oktober 2022 debütierte er bei einer 2:3-Niederlage gegen den 1. FC Magdeburg in der 2. Bundesliga, als er kurz vor dem Spielende eingewechselt wurde und wenig später den Anschlusstreffer erzielte. Bis zur Winterpause folgten 4 weitere Nominierungen in den Spieltagskader, wobei er einmal kurz vor Spielende eingewechselt wurde. Da die 2. Bundesliga aufgrund der Weltmeisterschaft 2022 in Katar bereits Mitte November 2022 in die Pause ging, absolvierte der HSV eine 10-tägige Marketingreise im Großraum Los Angeles, bei der Sanne in 2 Testspielen zum Einsatz kam. Nach der Rückkehr absolvierte er noch ein Spiel für die U19 (ein Tor) und 3 Spiele (3 Tore) für die zweite Mannschaft, ehe auch dort die Winterpause begann. Im Januar 2023 absolvierte Sanne die Wintervorbereitung, die u. a. ein Trainingslager in Sotogrande umfasste, mit den Profis. Am Ende des Monats verpflichtete der HSV kurz vor dem Ende der Transferperiode mit András Németh einen weiteren Stürmer. Da Walter nur mit Robert Glatzel als Sturmspitze spielte, benötigte er neben Németh keinen weiteren Mittelstürmer auf der Bank, zumal auch noch Ransford Königsdörffer auf dieser Position spielen konnte. Sanne wurde daher ab Februar 2023 wieder in die U19 integriert. In den folgenden 3 Spielen erzielte er 3 Tore und führte damit seine Mannschaft zu 3 Siegen, womit der Klassenerhalt erreicht wurde. Da in der A-Junioren-Bundesliga in dieser Spielzeit nur eine Hinrunde ausgetragen wurde, war die Saison bereits im März beendet. Daher wurde Ende Februar entschieden, dass Sanne fortan bei der zweiten Mannschaft spielen und trainieren soll, die sich zu diesem Zeitpunkt auf dem 2. Platz im Rennen um den Aufstieg in die 3. Liga befand. Jedoch verkündete der HSV kurze Zeit später, keine Drittligalizenz beantragt zu haben. Nachdem sich Németh Ende April 2023 verletzt hatte, kehrte Sanne in das Profitraining zurück. Walter nominierte ihn bis zum Saisonende lediglich einmal für den Spieltagskader. Sanne blieb jedoch ohne Einsatz. Der HSV schloss die Saison auf dem 3. Platz ab und verlor die Relegation gegen den VfB Stuttgart; beim Rückspiel saß Sanne erneut ohne Einsatz auf der Bank. Für die zweite Mannschaft erzielte der Stürmer in 19 Spielen 7 Tore. In der U19, für die er in dieser Spielzeit letztmals spielberechtigt war, kam Sanne nochmals im April 2023 zu einem Einsatz in der Sonderspielrunde und traf 2-mal. In der regulären Saison hatte er zuvor in 10 Spielen 8 Tore erzielt.
Im Sommer 2023 unterschrieb Sanne seinen ersten Profivertrag mit einer Laufzeit bis zum 30. Juni 2026. Er absolvierte die Vorbereitung mit der Profimannschaft, wurde jedoch kurz vor dem Beginn der Regionalligasaison 2023/24 aussortiert und fest in die zweite Mannschaft versetzt, der aufgrund eines Umbruchs eine schwierige Spielzeit im Abstiegskampf prognostiziert wurde. Auf der Mittelstürmerposition baute Walter erneut auf Glatzel und Németh, zudem wurde im Laufe der Hinrunde der U17-Stürmer Otto Stange bei den Profis eingebunden. Sanne trainierte in der Folge nur noch während der Länderspielpausen mit den Profis. Bis zur Winterpause erzielte der Stürmer in 15 Regionalligaspielen 11 Tore. Dennoch nahm Walter ihn – im Gegensatz zu Stange – nicht mit in das Wintertrainingslager. Während der Länderspielpause im März 2024 durfte Sanne unter dem neuen Cheftrainer Steffen Baumgart, der die Mannschaft vier Wochen zuvor übernommen hatte, wieder mit den Profis trainieren und ein Testspiel bestreiten. Anschließend wurde er aber wieder zur zweiten Mannschaft geschickt. Baumgart äußerte, dass Sanne wieder in der Sommervorbereitung ein Thema für die Profimannschaft werden könnte. Er bescheinigte ihm, in der Regionalliga ein Torjäger zu sein, für die Bundesliga oder 2. Bundesliga kämen aber „vielleicht auch noch ein, zwei andere Faktoren dazu“. Für die zweite Mannschaft absolvierte Sanne 32 Regionalligaspiele, in denen er mit 24 Toren Torschützenkönig wurde. Diesen Titel sicherte sich der Stürmer mit 5 Treffern am letzten Spieltag.

#### Über Hannover nach Dordrecht
Die Sommervorbereitung 2024 begann Sanne mit der zweiten Mannschaft. Für das erste Trainingslager der Profis wurde er nicht berücksichtigt. Zudem verpflichtete der HSV mit Davie Selke einen weiteren Stürmer für die Profimannschaft. Kurz vor dem Beginn der Saison 2024/25 wechselte Sanne für ein Jahr auf Leihbasis mit Kaufoption in die 3. Liga zur zweiten Mannschaft von Hannover 96. In 22 möglichen Ligaspielen kam Sanne 17-mal zum Einsatz (7-mal in der Startelf) und erzielte 3 Tore. Gegen Ende der Hinrunde kam er allerdings hinter Stefano Marino nur noch als Einwechselspieler zum Zug.
Nachdem Sanne in den letzten 7 Spielen nur auf 21 Spielminuten gekommen war, wurde die Leihe Anfang Februar 2025 am letzten Tag der Transferperiode beendet. Er wurde daraufhin bis zum Saisonende an den niederländischen Zweitligisten FC Dordrecht weiterverliehen. Auch in den Niederlanden konnte er sich unter Melvin Boel nicht durchsetzen und kam nur neun Einwechslungen.

#### Wacker Burghausen
Zur Saison 2025/26 kehrte Sanne nicht mehr zum HSV zurück, sondern wechselte in die  Regionalliga Bayern zu Wacker Burghausen. Er unterschrieb einen Vertrag bis zum 30. Juni 2027.

### In der Nationalmannschaft
Sanne spielte zwischen November 2021 und März 2022 6-mal in der deutschen U18-Nationalmannschaft. Im Oktober 2022 debütierte er in der U19.

## Erfolge
- Torschützenkönig
  - der Regionalliga Nord: 2024
  - der A-Junioren-Bundesliga Nord/Nordost: 2022